# George Scoones
Pour l’article homonyme, voir Geoffrey Scoones.
George Scoones, né le 9 juin 1886 à Saint-Hélier (Jersey) et mort le 27 janvier 1940 à Bienvillers-au-Bois (France), est un joueur et un entraîneur de football anglais ayant évolué aux postes de défenseur et de milieu de terrain.

## Carrière
Originaire de Jersey, Scoones réalise l'essentiel de sa carrière de footballeur en Bretagne. En 1912, il est recruté par le Stade rennais UC. Le 6 octobre 1912, il dispute sa première rencontre sous les couleurs rennaises, titularisé en défense au côté de l'international Joseph Verlet. Dans un Parc des sports de la route de Lorient flambant neuf, puisque mis en service moins d'un mois auparavant, Scoones et le SRUC s'imposent facilement devant le SA du Lycée de Rennes (8-1). Quelques jours plus tard, il est de nouveau titulaire pour le match de l'inauguration officielle du stade face au Racing club de France. Par la suite, il monte dans la mise en place tactique de l'équipe, et se fixe à un poste au milieu de terrain.
En 1914, alors qu'éclate la Première Guerre mondiale et que la plupart de ses coéquipiers partent au front, Scoones en sa qualité de citoyen britannique reste lui en Bretagne. Pendant quatre ans, il est ainsi l'un des hommes de base de l'effectif rennais dont il devient le capitaine. Avec le SRUC, il remporte ainsi en 1916 la Coupe des Alliés, coupe interfédérale organisée par l'USFSA. À l'occasion de la finale, il laisse le capitanat à son coéquipier Ger, en récompense de dix ans passés au club. En février 1918, les obligations militaires le rattrapent finalement : il doit rentrer en Angleterre pour y effectuer son service militaire. Il faut attendre près d'un an pour voir Scoones évoluer de nouveau sous le maillot du Stade rennais, le 19 janvier 1919.
Inamovible titulaire, Scoones prend également en charge les entrainements de l'équipe rennaise, ce qui fait de lui le second entraîneur de l'histoire du club. En 1922, il participe activement au parcours rennais en Coupe de France. Buteur en trente-deuxième de finale, titulaire lors de la quasi-totalité des rencontres, il mène son équipe jusqu'en finale après une demi-finale remportée aisément face à l'Olympique de Paris de Jules Dewaquez. Au Stade Pershing face au Red Star, le Stade rennais s'incline cependant (0-2), et la carrière de George Scoones s'arrête alors.
Quelques années après, son fils, également nommé George Scoones, suit la même voie. Naturalisé français, il évolue à son tour au Stade rennais, de 1933 à 1936, et dispute 6 matchs de Division 1,.

## Palmarès
- 1916 : Vainqueur de la Coupe des Alliés de l'USFSA
- 1917 : Finaliste de la Coupe interfédérale
- 1922 : Finaliste de la Coupe de France